# الماز-انتی
الماز-انتی (به روسی: Алмаз-Антей) شرکت دفاعی-نظامی روسی است که در سال ۲۰۰۲ از ادغام دو شرکت الماز-انتی و ان‌پی‌او الماز به وجود آمد. این شرکت در سال ۲۰۱۳ میلادی با فروش ۸٫۳۳ میلیارد دلاری به عنوان دوازدهمین شرکت بزرگ صنایع دفاعی رتبه‌بندی شد.